# کارباموئیل فسفات سنتتاز II
آنزیم کارباموئیل فسفات سنتتاز II نوعی آنزیم کارباموئیل فسفات سنتتاز است که در سیتوزول حضور داشته و در متابولیسم پیریمیدین‌ها نقش دارد.

## واکنش
در بیوسنتز پیریمیدین‌ها، این آنزیم واکنش زیر را کاتالیز می‌کند:
واکنش کلی:
2 ATP + L-glutamine + HCO3- + H2O \rightleftharpoons 2 ADP + phosphate + L-glutamate + carbamoyl phosphate
(1a) L-glutamine + H2O \rightleftharpoons L-glutamate + NH3
(1b) 2 ATP + HCO3- + NH3 \rightleftharpoons 2 ADP + phosphate + carbamoyl phosphate